# Sono il Numero Quattro (film)
Sono il Numero Quattro (I Am Number Four) è un film del 2011 diretto da D.J. Caruso.
Pellicola di fantascienza, adattamento cinematografico dell'omonimo romanzo che Jobie Hughes e James Frey hanno scritto sotto lo pseudonimo Pittacus Lore. È prodotto dalla DreamWorks Pictures e distribuito dalla Walt Disney Pictures.

## Trama
Due uomini, nascosti nella giungla, vengono scovati nella notte e uccisi da un essere mostruoso. Contemporaneamente, in una spiaggia della Florida, un ragazzo è colto da uno strano fenomeno: mentre è in acqua, una luce gli imprime un marchio su una gamba che va ad aggiungersi ad altre due cicatrici identiche. Si scopre così che il ragazzo, dalle fattezze umane, in realtà viene da un altro pianeta. Con altri 8 bambini della sua specie, venne nascosto sulla Terra dopo che il loro pianeta natale, Lorien, subì le devastazioni di un'altra specie aliena, i Mogadorian. Ciascuno dei piccoli alieni venne contraddistinto da un numero progressivo e affidato a un protettore. Tuttavia, i Mogadoriani stanno ora rintracciando i giovani, uccidendoli seguendo un preciso ordine numerico.
Avvertito della morte del Numero Tre e sempre accompagnato dal suo protettore Henri, il ragazzo sa di essere il prossimo obiettivo, essendo lui il Numero Quattro. Avendo attirato troppe curiosità con quell'episodio avvenuto in pubblico nel quale gli si è impresso il terzo marchio sulla gamba, il ragazzo è costretto a fuggire in un'altra città, dopo aver cancellato ogni traccia di sé, per ricominciare da zero con una nuova identità. Giunto a Paradise nell'Ohio, disattende i consigli di Henri che lo vorrebbe il più al riparo possibile, e comincia a frequentare la scuola superiore con il nome di John Smith. Qui scopre di avere poteri soprannaturali (i "lasciti") che mette in pratica per difendere se stesso e una ragazza di cui si innamora, Sarah Hart, dalle prepotenze dei bulli del liceo guidati da Mark James.
Nello stesso liceo c'è anche Sam Goode, un giovane nerd, bersagliato di continuo da Mark e convinto che il padre scomparso, sia in realtà stato rapito dagli alieni. John, fattosi scoprire mentre utilizza i suoi poteri contro Mark e i bulli che avevano rapito Sarah in un bosco, deve rivelare a Sam la sua natura. Quando questi scopre che le bizzarre teorie del padre sugli alieni, cui solo lui credeva, corrispondono effettivamente a realtà, ritrova grande entusiasmo e riprende le speranze di ritrovarlo.
Henri viene rapito da due visionari al soldo dei mogadoriani e John va in suo aiuto e, pur riuscendo con l'aiuto di Sam a liberarlo e a neutralizzare i due, non può impedirne la morte quando lui, per proteggerlo dall'attacco di un mogadoriano, fa scudo col suo corpo. Tornati a Paradise, John è ricercato dalla polizia, ma soprattutto dai mogadoriani. Questi, oltre ad essere in buon numero, hanno portato due mostri giganteschi addestrati per ucciderlo, ma John anche grazie all'aiuto della sopravvenuta Numero Sei e di una "chimera", un animale che cambia sembianze e che lo segue ovunque per proteggerlo, riesce a sventare l'attacco alla sua persona e uccide il capo dei Mogadoriani.
Insieme al Numero Sei John unisce una pietra che aveva con sé con quella conservata nello studio del papà di Sam, riuscendo a percepire dove si trovino gli altri quattro abitanti del suo pianeta nascosti sulla Terra. Con il Numero Sei, Sam e il cane/"chimera" protettore, parte per andare a trovarli per unirvisi e sconfiggere insieme gli attacchi mogadoriani, con la promessa di tornare a Paradise, dove il suo amore Sarah lo aspetterà.

## Produzione

### Riprese
Le riprese si sono svolte interamente negli Stati Uniti per lo più nell'area metropolitana di Pittsburgh. La località di fantasia di Paradise, Ohio, è Vandergrift in Pennsylvania, la scuola si trova a Murrysville, mentre le immagini della parte iniziale sono effettivamente girate nelle Florida Keys, collegate al continente dal lungo viadotto Seven Mile Bridge.

## Distribuzione

### Date di uscita
- Ungheria: 17 febbraio 2011
- Islanda: 18 febbraio 2011
- Italia: 18 febbraio 2011
- Stati Uniti d'America: 18 febbraio 2011
- Bulgaria: 19 febbraio 2011
- Australia: 24 febbraio 2011
- Malaysia: 24 febbraio 2011
- Regno Unito: 25 febbraio 2011
- Russia: 25 febbraio 2011
- Germania 18 marzo 2011
- Francia: 6 aprile 2011